# Loftus Versfeld Stadium
Loftus Versfeld Stadium (Loftus Versfeld) – wielofunkcyjny stadion w Pretorii, w południowoafrykańskiej prowincji Gauteng. Na stadionie swe mecze rozgrywają rugbyści zespołów Blue Bulls i Bulls. Nazwa stadionu pochodzi od Roberta Loftusa Versfelda, organizatora i sponsora sportu w Pretorii.

## Historia
- 1923 – powstaje pierwsza trybuna, która może pomieścić 2000 widzów
- 1928 – kiedy All Blacks ma swoje tour po RPA, stadion zarabia wiele pieniędzy, które inwestuje w budowę szatni i toalet
- maj 1932 – Loftus Versfeld nagle umiera. Ku jego pamięci zostaje zmieniona nazwa na dzisiejszą
- 1977 – główna trybuna zostaje kompletnie przebudowana, a od tego czasu postępuje przebudowa kolejnych
- 1984 – rozbudowa północnego pawilonu
- Czerwiec 1998 zmiana nazwy na Minolta Loftus
- 1 września 2005 – powrót do starej nazwy

## Wydarzenia sportowe i Koncerty

### Puchar Konfederacji 2009
Na Loftus Versfeld zostały rozegrane mecze grupy B w ramach Puchar Konfederacji 2009 : USA-Włochy, USA-Brazylia i Brazylia-Włochy.

### MŚ 2010
Aby Loftus Versfeld spełniał minimalne wymagania do rozgrywek pierwszej i drugiej rundy w MŚ 2010. Musiał zostać zmodernizowany, reflektory, aparatura nagłaśniająca, tablice wyników i dach stadionu zostały ulepszone, początkowo remont planowano zakończyć w sierpniu 2008 ale ostatecznie zakończył się końcem stycznia 2009.

### Rugby Union
Loftus Versfeld jest obiektem dla rozgrywek Super 14, jest też stadionem dwóch drużyn rugby Bulls i Blue Bulls. w 2009 r. zostały na nim rozegrane niektóre mecze w ramach finału Super 14. Loftus służy też do rozgrywek południowo afrykańskiej ligi rugby Currie Cup.

### Koncerty
Stadion organizował wiele muzycznych wydarzeń przez parę ostatnich lat wliczając w to UB40 i trasę koncertową Close Encounters Tour Robbiego Williamsa 17 kwietnia 2006 z frekwencją ponad 56.000 fanów. Kanadyjska piosenkarka Celine Dion również dała koncert 16 i 17 lutego 2008 w ramach trasy koncertowej Taking Chances z całkowitą frekwencją około 80.000 fanów.